# ترژتس
ترژتس (اسلوونیایی: Tržec) یک زیستگاه انسانی در اسلوونی است که در Lower Styria واقع شده‌است.

## خصوصیات
ترژتس ۱٫۸۳ کیلومترمربع مساحت و ۳۲۳ نفر جمعیت دارد و ۲۲۱٫۸ متر بالاتر از سطح دریا واقع شده‌است.